# Clinostigma harlandii
Clinostigma harlandii är en enhjärtbladig växtart som beskrevs av Odoardo Beccari. Clinostigma harlandii ingår i släktet Clinostigma och familjen Arecaceae. IUCN kategoriserar arten globalt som nära hotad.
Artens utbredningsområde är Vanuatu. Inga underarter finns listade i Catalogue of Life.